# Ernst Godeffroy
Ernst Adolph Godeffroy (* 25. April 1884 in Hamburg; † 24. März 1963 ebenda) war ein deutscher Reeder.

## Leben und Tätigkeit

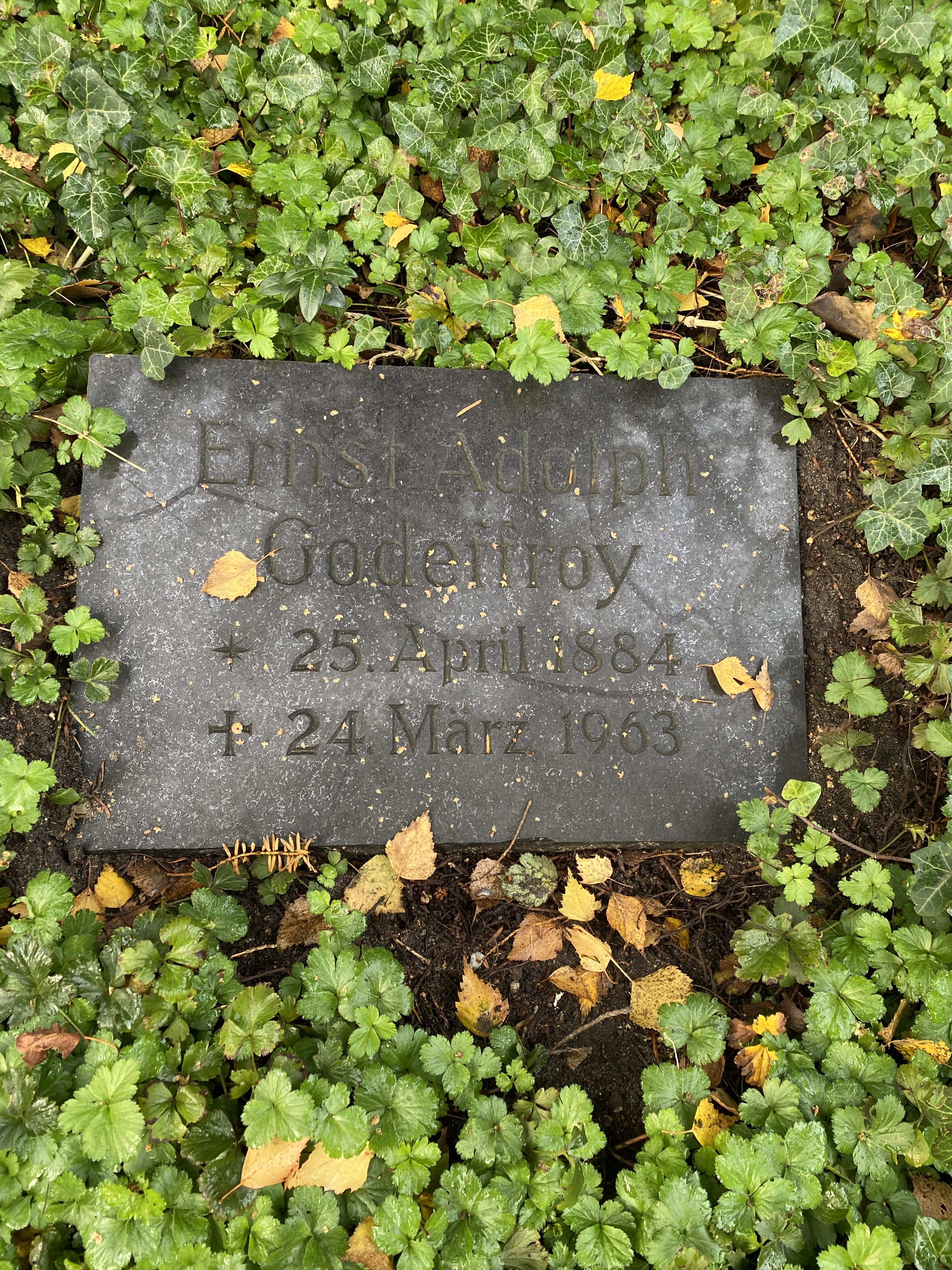
Kissenstein in der Familiengrabstätte

Ernst Adolph Godeffroy entstammte der Familie Godeffroy, einer Reederfamilie hugenottischer Abstammung. Er war das jüngste von sieben Kindern des Kaufmanns Cesar Godeffroy und dessen Ehefrau Elisabeth, geb. Donner. Er durchlief eine kaufmännische Lehre bei verschiedenen Reedereien und Schiffsmaklergeschäften. 1912 heiratete er Luisa, geb. Amsinck (1890–1972), Tochter des Kaufmanns Martin Garlieb Amsinck und Enkelin des gleichnamigen Reeders. Als Freimaurer gehörte Godeffroy ab 1919 der Hamburger Johannisloge „Zum Pelikan“ an (1922 Meister).
Nach Teilnahme am Ersten Weltkrieg trat Godeffroy 1921 in den Vorstand der Deutschen Levante-Linie A.G. ein, in der er den Rang eines Direktors erhielt. Später wurde er Mitinhaber der Firma Bock, Godeffroy und Co. Godeffroy und gehörte den Aufsichtsräten mehrerer großer Firmen an, so der Südanatolischen Bergbau A.G. in München. Zudem war er Präsident des Deutschen Orient-Vereins und Mitglied des elitären Deutschen Herrenklubs in Berlin. 
Von 1932 bis 1933 war Godeffroy Mitglied der Hamburger Bürgerschaft, in der er zunächst der DVP- und später der NSDAP-Fraktion angehörte.
1963 verstarb Ernst Godeffroy im Alter von 78 Jahren und wurde in der Familiengrabstätte auf dem Nienstedtener Friedhof beigesetzt.